# Grevillea vestita
Grevillea vestita là một loài thực vật có hoa trong họ Quắn hoa. Loài này được (Endl.) Meisn. miêu tả khoa học đầu tiên năm 1845.